# Championnat d'Afrique du Sud de football 2003-2004
Navigation
Saison précédente Saison suivante
La saison 2003-2004 du Championnat d'Afrique du Sud de football est la huitième édition du championnat de première division en Afrique du Sud. Les seize meilleurs clubs du pays sont regroupés au sein d'une poule unique, où ils s'affrontent deux fois au cours de la saison, à domicile et à l'extérieur. À l'issue du championnat, les deux derniers du classement sont relégués et remplacés par les deux meilleures équipes de National First Division, la deuxième division sud-africaine.
C'est le club de Kaizer Chiefs qui remporte le championnat cette saison, après avoir terminé en tête du classement final, avec six points d'avance sur Ajax Cape Town et dix sur le club de Supersport United. C'est le tout premier titre de champion d'Afrique du Sud de l'histoire du club.
Après la 16e journée de championnat, le club de First Division, Benoni Premier United échange sa place avec le club d'Hellenic FC, en échange de 5 millions de rands.

## Les 16 clubs participants
| - Manning Rangers - Kaizer Chiefs - Orlando Pirates FC - Silver Stars - Promu de National First Division - Hellenic FC - Mamelodi Sundowns - Jomo Cosmos - Ajax Cape Town | - Supersport United - Zulu Royals - Promu de National First Division - Moroka Swallows - Wits University FC - Lamontville Golden Arrows - Black Leopards - Engen Santos - Dynamos FC |

## Compétition

### Classement
Le barème utilisé pour établir le classement est le suivant :
- Victoire : 3 points
- Match nul : 1 point
- Défaite : 0 point

| Rang | Équipe                               | Pts | J  | G  | N  | P  | Bp | Bc | Diff |
| ---- | ------------------------------------ | --- | -- | -- | -- | -- | -- | -- | ---- |
| 1    | Kaizer Chiefs                        | 63  | 30 | 18 | 9  | 3  | 39 | 11 | +28  |
| 2    | Ajax Cape Town                       | 57  | 30 | 17 | 6  | 7  | 42 | 25 | +17  |
| 3    | Supersport United                    | 53  | 30 | 16 | 5  | 9  | 48 | 24 | +24  |
| 4    | Wits University FC                   | 52  | 30 | 13 | 13 | 4  | 41 | 18 | +23  |
| 5    | Orlando Pirates FC T                 | 50  | 30 | 13 | 11 | 6  | 45 | 30 | +15  |
| 6    | Engen Santos                         | 49  | 30 | 14 | 7  | 9  | 38 | 31 | +7   |
| 7    | Moroka Swallows C                    | 48  | 30 | 13 | 9  | 8  | 45 | 34 | +11  |
| 8    | Black Leopards                       | 38  | 30 | 10 | 8  | 12 | 34 | 46 | -12  |
| 9    | Lamontville Golden Arrows            | 37  | 30 | 9  | 10 | 11 | 32 | 38 | -6   |
| 10   | Mamelodi Sundowns                    | 36  | 30 | 8  | 12 | 10 | 32 | 32 | 0    |
| 11   | Silver Stars P -3                    | 33  | 30 | 8  | 12 | 10 | 35 | 42 | -7   |
| 12   | Manning Rangers                      | 29  | 30 | 7  | 8  | 15 | 35 | 53 | -18  |
| 13   | Jomo Cosmos                          | 28  | 30 | 6  | 10 | 14 | 21 | 29 | -8   |
| 14   | Dynamos Football Club                | 24  | 30 | 3  | 15 | 12 | 26 | 48 | -22  |
| 15   | Hellenic FC/Benoni Premier United -1 | 22  | 30 | 5  | 8  | 17 | 23 | 44 | -21  |
| 16   | Zulu Royals P                        | 22  | 30 | 5  | 7  | 18 | 30 | 61 | -31  |

|  | Qualification pour la Ligue des champions 2005         |
|  | Qualification pour la Coupe de la confédération 2005   |
|  | Relégation directe en National First Division          |
|  | T Tenant du titre P : Promu de National First Division |

- Hellenic FC reçoit un point de pénalité d'un point pour avoir aligné un joueur normalement suspendu lors de son match nul face au Jomo Cosmos.
- Silver Stars reçoit une pénalité de trois points pour avoir aligné un joueur normalement suspendu lors de sa victoire face à Zulu Royals.

## Bilan de la saison
| Championnat d'Afrique du Sud de football 2003-2004 |                           |
| Champion                                           | Kaizer Chiefs (1er titre) |
| Coupes et trophées                                 |                           |
| Vainqueur de la Coupe d'Afrique du Sud 2003-2004   | Moroka Swallows           |
| Qualifications continentales                       |                           |
| Ligue des champions 2005                           | Kaizer Chiefs             |
| Ligue des champions 2005                           | Ajax Cape Town            |
| Coupe de la confédération 2005                     | Supersport United         |
| Promotions et relégations                          |                           |
| Promus en Premier Soccer League                    | Bush Bucks                |
| Promus en Premier Soccer League                    | Bloemfontein Celtic       |
| Relégués en National First Division                | Benoni Premier United     |
| Relégués en National First Division                | Zulu Royals               |